# Battaglia di Schuinshoogte
La battaglia di Schuinshoogte è uno scontro militare combattuto l'8 febbraio 1881 tra le truppe dell'Impero britannico e i ribelli boeri nell'ambito della prima guerra boera.

## Antefatti
A seguito della sconfitta inglese nella battaglia di Laing's Nek le linee di comunicazione tra la città di Newcastle, nel KwaZulu-Natal, e il generale George Pomeroy Colley erano costantemente disturbate dalle pattuglie dei ribelli boeri comandati da JD Weilbach. Il generale Colley pianificò un'operazione per stabilire dei collegamenti continui ed indisturbati tra le armate britanniche e le città sotto controllo inglese.

## Svolgimento
Verso le 9 del mattino dell'8 febbraio 1881, il generale Colley lasciò il campo sul monte Prospect con al seguito 240 soldati di fanteria, 38 di cavalleria e due cannoni. L'avanzata inglese venne intercettata da una forza boera di oltre 300 uomini lungo il fiume Ingogo. Mentre le truppe britanniche vestivano la divisa color arancione o quella verde scuro dei fucilieri, i combattenti boeri si mimetizzavano utilizzando abiti color kaki, e così per i primi era difficile distinguere il contrasto con il terreno mentre gli uomini della Repubblica del Transvaal non ebbero problemi a colpire il nemico.
Dopo 5 ore di scontro, una forte pioggia fermò la battaglia. I boeri anziché attaccare e finire il nemico in difficoltà, immaginando che il guado delle acque ingrossate dell'Ingogo non fosse più possibile, preferirono attendere il giorno successivo. Ma gli uomini di Colley riuscirono a fuggire ed evitare la cattura attraversando il fiume (anche se molti soldati annegarono) e a una lunga marcia notturna nel fango.

## Conseguenze
La vittoria dei ribelli boeri causò un grande malcontento tra i britannici e fu un duro colpo per il morale dei soldati. Nonostante questo Colley non si arrese e una volta ottenuti i rinforzi affrontò nuovamente il nemico nella decisiva battaglia di Majuba Hill.